# Sydney Arnold
Sydney Arnold, 1er baron Arnold (13 janvier 1878 - 3 août 1945) est un homme politique du Parti libéral britannique qui rejoint plus tard le Parti travailliste et est ministre du gouvernement.
Fils de W.A. Arnold, de Manchester, il fait ses études à la Manchester Grammar School. En tant que membre du Comité général de la Fédération libérale de Manchester, il est trésorier honoraire de la division du Nord-Ouest du Syndicat libre.

## Début de carrière politique
Il se présente en vain au siège conservateur de Holderness dans l'East Riding of Yorkshire aux élections générales de décembre 1910. Il est élu en 1912 comme député de Holmfirth dans ce qui est alors le West Riding of Yorkshire lors d'une élection partielle à la suite de la démission du député libéral Henry Wilson.
En 1914, il est nommé secrétaire parlementaire privé de Jack Pease, Secrétaire d'État à l'Éducation. Il est également nommé secrétaire parlementaire privé d'Edwin Montagu secrétaire financier au Trésor. Pendant la guerre, il sert comme capitaine dans le South Staffordshire Regiment .
Lorsque sa circonscription est abolie pour les élections générales de 1918, il est élu pour la nouvelle circonscription de Penistone contre un candidat unioniste soutenu par le gouvernement de coalition. Il soutient un prélèvement sur le capital et la nationalisation des mines et des chemins de fer. Il démissionne de ce siège en raison de problèmes de santé en 1921.

## Parti travailliste
En 1922, il rejoint le Parti travailliste et est anobli en 1924 en tant que baron Arnold, de Hale dans le comté de Chester, et est sous-secrétaire d'État pour les colonies dans le gouvernement travailliste éphémère de Ramsay MacDonald en 1924, et Paymaster-General de 1929 au 6 mars 1931 dans le deuxième gouvernement de Macdonald.
À la fin des années 1930, il est membre du groupe parlementaire pacifiste. Il est également membre du conseil de la communauté anglo-allemande. Il quitte le Parti travailliste, en 1938, en raison d'un désaccord avec sa politique étrangère .
Par la suite, son nom est l'un des vingt-six attachés à une lettre imprimée dans le Times soutenant une politique d'apaisement envers l'Allemagne. Parce que les signataires comprennent Barry Domvile et d'autres membres éminents, il est surnommé « la lettre de lien» et ses divers signataires, notamment des modérés politiques tels qu'Arnold, William Harbutt Dawson, Smedley Crooke et Lord Londonderry, sont soupçonnés d'être partisans de l'extrême droite.